# عجملو
عجملو هي قرية في مقاطعة نقدة، إيران. يقدر عدد سكانها بـ 42 نسمة بحسب إحصاء 2016.